# Vrh nad Krašnjo
Vrh nad Krašnjo je naselje v Občini Lukovica.